# 20th Century Boys, chapitre 2 : Le Dernier Espoir
Série
20th Century Boys
(2008) 20th Century Boys : Chapitre final
(2009)
Pour plus de détails, voir Fiche technique et Distribution.
20th Century Boys, chapitre 2 : Le Dernier Espoir (20世紀少年　第2章　最後の希望, 20-seiki shōnen: Dai 2 shō - Saigo no kibō) est un film japonais réalisé par Yukihiko Tsutsumi et sorti en 2009. Il s'agit du deuxième volet de la série, d'après la série manga du même titre de Naoki Urasawa.

## Synopsis
En 2015, 15 ans après le Nouvel An Sanglant qu'Ami a fait subir au monde selon le cahier de prédictions de Kenji et de ses amis...

## Fiche technique
Sauf indication contraire, les informations mentionnées dans cette section peuvent être confirmées par la base de données cinématographiques IMDb,  présente dans la section « Liens externes ».
- Titre original : 20世紀少年　第2章　最後の希望
- Titre français : 20th Century Boys, chapitre 2 : Le Dernier Espoir
- Titre anglophone : 20th Century Boys: Chapter 2 - The Last Hope
- Réalisation : Yukihiko Tsutsumi
- Scénario : Yasushi Fukuda, Takashi Nagasaki, Naoki Urasawa et Yūsuke Watanabe, d'après le manga de Naoki Urasawa
- Musique : Ryomei Shirai
- Photographie : Satoru Karasawa
- Montage : Nobuyuki Ito
- Production : Morio Amagi, Ryūji Ichiyama, Nobuyuki Iinuma et Futoshi Ohira
- Production déléguée : Kiyoshi Inoue et Seiji Okuda
- Production exécutive : Seiji Okuda
- Sociétés de production : Dentsu, NTV, Shogakukan Inc., Tōhō et Yomiuri Television
- Société de distribution : Eurozoom (France)
- Pays de production :  Japon
- Langue : japonais, thaï, anglais
- Format : couleur - 1,85:1 - 35 mm - son Dolby SRD
- Genre : action, aventure, fantastique, science-fiction, Thriller
- Durée : 142 minutes
- Date de sortie :
  - Japon : 31 janvier 2009
  - France : 26 août 2009

## Distribution
- Airi Taira : Kanna Endō
- Arata Furata : Namio Haru
- Yusuke Santamaria : Sada Kiyoshi (Sadakiyo)
- Mirai Moriyama : Kakuta
- Naohito Fujiki : Shoei Chōno
- Haruka Kinami : Kyoko Koizumi
- Naomasa Rokudaira : le père Nitani
- Hirofumi Araki : Britney
- Naoko Ken : Jiji-Baba (la vieille de chez les vieux)
- Kenichirō Tanabe : Ujiki
- Toru Tezuka : Kaneko
- Toshiaki Karasawa : Kenji Endō
- Etsushi Toyokawa : Choji « Otcho » Ochiai
- Takako Tokiwa : Yukiji Setoguchi
- Teruyuki Kagawa : Tsuyoshi « Yoshitsune » Minamoto
- Hitomi Kuroki : Kiriko Endô
- Hidehiko Ishizuka : Michihiro Maruo
- Takashi Ukaji : Masaaki « Mon-chan » Shimon
- Hiroyuki Miyasako : Keroyon
- Katsuhisa Namase : Saburo « Donkey » Kidō
- Fumiyo Kohinata : Yamane
- Kuranosuke Sasaki (en) : Tetsuya « Fukube » Hattori
- ARATA : Masao Tamura (no13)
- Nana Katase : Mika Shikishima,la fille du professeur
- Chizuru Ikewaki : Erika, l'employée du combini
- Mirai Moriyama : Kakuta, le mangaka
- Yū Tokui : le superviseur des combinis
- Miyako Takeuchi : Setsuko Ichihara, l'avocate
- Yoriko Doguchi : Mitsuko Kidō, la femme de Saburo « Donkey » Kidō
- Kenichi Endō : le meurtrier de Saburo « Donkey » Kidō
- Ken Mitsuishi : Yama-san
- Shirō Sano : Yanbo et Mabo, les jumeaux
- Bengaru : Dirigeant d'Oriko
- Tomiko Ishii : Chiyo Endō, la mère de Kenji
- Raita Ryū : Igarashi « Cho-san » Chōsuke
- Renji Ishibashi : Manjūme Inshū
- Katsuo Nakamura (VF : Jacques Albaret) : Kyūtaro Kaminaga, le Dieu

## DVD
La publication du DVD est annoncée le 18 mars 2010.